# Matudaea
Matudaea es un género de plantas fanerógamas de la familia Hamamelidaceae. Incluye tres especies vivientes y una cuarta especie conocida por sus restos fósiles.

## Descripción
Árboles perennifolios ornamentados con tricomas glandulares multicelulares, estrellado–lepidotos o hirsutos; ramillas con dos prófilos; estípulas lineares, con frecuencia glandulares, pronto caedizas; pecíolo corto. Hojas alternas, enteras, subcoriáceas, con tres o más nervaduras que divergen de un solo punto hacia el margen. Las inflorescencias en panícula
corta, comprimida o botrioide (semejante a un racimo). 
Flores hermafroditas, pequeñas; sépalos cerrados en el botón, al abrir se rasgan de forma irregular; pétalos ausentes; estambres de 20 a 24 arreglados en disposición centrípeta; filamentos elongados, robustos; anteras oblongas, elongadas, la prominencia termina en una glándula multicelular. Ovario súpero, bilocular, cubierto por tricomas estrellado–lepidotos; estilos 2, robustos, recurvados; óvulo solitario.
Fruto en cápsula loculicida, con dos valvas bicornes, que permanecen fusionadas en el septo; semillas oblongo–ovoides.
Polen apolar, esferoidal a subesferoidal de 27.5–38 μm de diámetro. Pantoaperturado, de 6 a 12 aberturas (5–8 colpos y 1–4 poros), rara vez tetracolpado; membrana de colpos y poros, granulosa. Exina tectada microperforada a microreticulada.

## Taxonomía
El género fue descrito por  Cyrus Longworth Lundell y publicado en Lloydia 3(3): 209. 1940. La especie tipo es: Matudaea trinervia Lundell

## Especies y distribución
Se han descrito tres especies vivientes de Matudaea:
- Matudaea trinervia Lundell con distribución discontinua, desde el occidente de México hasta Costa Rica,
- Matudaea hirsuta Lundell del centro de México y la endémica de más reciente registro
- Matudaea colombiana G. Lozano. La cuarta
- Matudaea menzelii Walter, fue descubierta en los restos de hojas fósiles del Oligoceno Medio de la Europa central lo que indica que el género tuvo una distribución más amplia, tanto en Asia como en Norteamérica y Europa y que ahora sobrevive en el Nuevo Mundo, en regiones que actuaron como refugio.[3][4][5]